# Боборыкин, Никита Михайлович
Никита Михайлович Боборыкин — воевода, окольничий, видный государственный деятель во времена правления Михаила Фёдоровича, Алексея Михайловича и Софьи Алексеевны.
Сын Михаила Борисовича Боборыкина.

## Биография
Стольник (1621—1648), отвозил в Смоленск хлебные запасы (1634), в том же году и в следующем бывал у государева стола. Дневал и ночевал при гробе умершего царевича Ивана Михайловича (январь 1639), в апреле того же года исполнял ту же обязанность при умершем царевиче Василии Михайловиче. Нёс разные дворцовые службы (1639—1640). Воевода в Белгороде (1643—1644). Составлял Владимирские переписные книги (1646). Участник торжеств по случаю бракосочетания царя Алексея Михайловича с Марией Ильиничной Милославской, был у царицына изголовья (1648). Стоял у стола на обеде у Государя (01 октября 1648). Сопровождал царя в Можайск (ноябрь 1649), в том же году голова одной из дворянских сотен при встрече польских послов в Москве. Жалован в окольничие в Саввином-Сторожевском монастыре (17 мая 1656). Воевода полка, посланного оберегать Полоцк от немцев (1657). Воевода в Витебске (1659—1662). За дерзкую отписку смоленскому воеводе князю Петру Долгорукому, царь указал послать его в тюрьму, «а из тюрьмы выпустить в тожь время» (1661). Отозван из Витебска в Москву (1662), и ему поручен денежный сбор на жалованье ратным людям. Назначен в приказ Большого прихода (1663). С этих пор Никита Боборыкин постоянно является на почётных местах: царь либо берёт его в свои поездки, либо оставляет блюсти Москву в своё отсутствие (1665), посылает участвовать в патриарших крестных ходах (1673) и т. п. Никита Михайлович оставляет приказ Большого прихода и послан на воеводство в Казань (1668—1669). Дежурит при гробе царевича Алексея Алексеевича (20 января, 03 и 17 февраля 1670). Обедал за кривым столом у патриарха (1671). Участвует в свадьбе царя с Наталией Кирилловной Нарышкиной (1671). Упоминается, как управляющий приказом Большого прихода (1672) и снова появляется в разных торжествах. Участвовал в постановлении патриарха Питирима (1672). На обеде у Государя (18 сентября 1673). Во время путешествия Государя на богомолье в Савинский монастырь, послан заимки становить (14 мая 1674). Подписал соборное деяние об отмене местничества, в чине окольничего (24 ноября 1682). Находясь в родстве с родами Романовых и Шереметевых, он пользовался прочным расположением царя Алексея Михайловича, но патриарх Никон отзывался о нем крайне негативно, вероятно из-за распри своей с дальним родственником Никиты Михайловича — Романом Фёдоровичем Боборыкиным.

## Семья
Дети: 
- Василий Никитич — стряпчий (1672), стольник (1676), сопровождал царя в Саввинском отъезде (1679).

- Семён Никитич — стольник царицы Натальи Кирилловны (1676), стольник (1680—1692), находился при царе во время его поездок (1680), дежурил при гробе царя Фёдора Алексеевича (02 мая 1682). Жена — Евдокия Ивановна (ум. 1738), дочь князя Ивана Дмитриевича Пожарского, во втором браке за князем Михаилом Алегуковичем Черкасским.

- Василий Никитич — стряпчий (1672—1676), стольник (1676), дежурил при гробе царя Фёдора Алексеевича (01 мая 1682), погребён патриархом (13 апреля 1683)[1][3].